# Dawid Kiładze
Dawid Siemionowicz Kiładze (ros. Давид Семёнович Киладзе, ur. 1885 w Gruzji, zm. 1937) – funkcjonariusz radzieckich służb specjalnych narodowości gruzińskiej.

## Życiorys
Był samoukiem, 1904-1905 pracował jako ładowacz w porcie w Poti. W 1905 wstąpił do SDPRR, podczas rewolucji 1905 dowodził oddziałem bojowników SDPRR, z którym został skierowany do Soczi dla pomocy powstaniu zbrojnemu; poznał wówczas Sergo Ordżonikidze. W latach 1905–1907 był na nielegalnej stopie w Poti i Baku, działał w bakijskiej bojowej organizacji SDPRR, 1906-1907 brał udział w perskim powstaniu. W sierpniu 1907 na polecenie SDPRR udał się do Jekaterynodaru, gdzie 9 września 1907 został aresztowany, następnie skazany na zesłanie i katorgę w guberni jenisejskiej, gdzie pracował w chłopów i jako robotnik niewykwalifikowany, 1917 został zwolniony z zesłania. Od lutego do października 1917 był członkiem komisji śledczej w Baku, od listopada 1917 do lutego 1918 pomocnikiem dowódcy oddziału lotnego ds. ochrony, od marca do maja 1918 leczył się na gruźlicę w Poti. W 1918 był przewodniczącym podziemnego Komitetu Miejskiego RKP(b) w Poti, 1919-1920 członkiem podziemnego gubernialnego komitetu RKP(b) w Kutaisi, dwukrotnie był aresztowany przez gruzińskie władze, 1920-1921 należał do wojskowej organizacji mającej przygotować komunistyczne powstanie w Gruzji. W latach 1921–1922 był członkiem Kolegium Leskomu Najwyższej Rady Gospodarki Narodowej Gruzińskiej SRR, 1922 przewodniczącym zarządu trustu w Tbilisi, od 1922 do lipca 1924 pracował w organach Czeki przy Radzie Komisarzy Ludowych Gruzińskiej SRR, od lipca 1924 do listopada 1925 był szefem sekcji tajno-operacyjnej i zastępcą przewodniczącego Adżarskiej Obwodowej Czeki, 1925-1926 na polecenie KC WKP(b) przebywał w Turcji.
Od listopada 1925 do września 1926 był specjalnym pełnomocnikiem przy Kolegium Czeki przy Radzie Komisarzy Ludowych ZFSRR, od września 1926 do czerwca 1928 szefem powiatowego oddziału GPU w Kutaisi, od 17 czerwca 1928 do kwietnia 1930 szefem Adżarskiego Obwodowego Oddziału GPU, a od maja do sierpnia 1930 szefem Okręgowego Oddziału GPU w Tbilisi. Od 23 września 1930 do 27 września 1931 był szefem Zarządu Administracyjno-Organizacyjnego Pełnomocnego Przedstawicielstwa OGPU na ZFSRR, od 27 września do 3 grudnia 1931 szefem Wydziału Ogólnego PP OGPU na ZFSRR, od grudnia 1931 do kwietnia 1933 szefem Wydziału Transportu Drogowego Kolei Zakaukaskich, a od 8 kwietnia 1933 do 10 lipca 1934 przewodniczącym GPU przy Radzie Komisarzy Ludowych Gruzińskiej SRR i jednocześnie zastępcą pełnomocnego przedstawiciela OGPU ZFSRR i zastępcą przewodniczącego GPU przy Radzie Komisarzy Ludowych ZFSRR. Od 15 lipca do 11 listopada 1945 był szefem Zarządu NKWD Gruzińskiej SRR, od sierpnia 1935 do 1937 pełnomocnikiem Ludowego Komisariatu Handlu Zagranicznego ZSRR przy Radzie Komisarzy Ludowych Gruzińskiej SRR, a od 1935 do grudnia 1936 zastępcą pełnomocnika tego komisariatu przy Radzie Komisarzy Ludowych Zakaukaskiej FSRR. W 1937 został aresztowany i rozstrzelany podczas wielkiej czystki.

## Odznaczenia
- Order Czerwonego Sztandaru (20 grudnia 1932)
- Order Czerwonego Sztandaru ZFSRR (10 kwietnia 1931)
- Order Czerwonego Sztandaru Gruzińskiej SRR (7 marca 1932)
- Order Czerwonego Sztandaru Azerbejdżańskiej SRR (14 marca 1932)
- Odznaka "Honorowy Funkcjonariusz Czeki/GPU (XV)" (20 grudnia 1932)